# Berenika III (wnuczka Heroda Agryppy I)
Berenika III (ur. ok. 55, zm. 73) - przedstawicielka dynastii herodiańskiej, wnuczka Heroda Agryppy I.
Była córką Juliusza Archelausa i Mariamme VI, córki Heroda Agryppy I. Po rozwodzie rodziców około 65 roku prawdopodobnie znalazła się w Aleksandrii, gdzie jej matka wyszła za mąż za alabarchę Demetriusza.
Identyfikuje się ją z Bereniką, żoną Aleksandra z Cyreny, jednego z najbogatszych żydowskich mieszkańców tego miasta. Aleksander i Berenika zostali fałszywie oskarżeni o współpracę z sykariuszami i straceni na polecenie Katullusa, rzymskiego namiestnika Pentapolis.